# (21413) Albertsao
(21413) Albertsao (1998 FS68) – planetoida z pasa głównego asteroid okrążająca Słońce w ciągu 3,4 lat w średniej odległości 2,26 j.a. Odkryta 20 marca 1998 roku.